# Wola Popowa
Wola Popowa – wieś w Polsce położona w województwie łódzkim, w powiecie kutnowskim, w gminie Żychlin.
Wieś duchowna Wola Plebańska, własność plebana żychlińskiego położona była w końcu XVI wieku w powiecie orłowskim województwa łęczyckiego.
W latach 1975–1998 miejscowość administracyjnie należała do województwa płockiego.